# Oliver Williamson
Oliver Eaton Williamson (ur. 27 września 1932 w Superior, zm. 21 maja 2020 w Oakland) – amerykański ekonomista, znany autor prac na temat ekonomii kosztów transakcyjnych, student Ronalda Coase’a, Herberta Simona oraz Richarda Cyerta.
Jest wspólnie z Elinor Ostrom laureatem Nagrody Banku Szwecji im. Alfreda Nobla w dziedzinie ekonomii za rok 2009, w jego przypadku, za „analizę właściwych sposobów organizacji transakcji, uwzględniającą w szczególności problem wyznaczania granic przedsiębiorstwa”.

## Rys naukowy
Jest absolwentem MIT Sloan School of Management na Massachusetts Institute of Technology, gdzie otrzymał Bachelor of Science w zarządzaniu w 1955 r., Stanford University w 1960 r., gdzie otrzymał Master of Business Administration, oraz Carnegie Mellon University w 1963 r., gdzie otrzymał doktorat (Ph.D.).
Od 1988 r. piastuje szereg stanowisk o randze profesora w dziedzinie zarządzania, ekonomii, i prawa na University of California, Berkeley, gdzie otrzymał profesurę „Edgar F. Kaiser Professor Emeritus” w Haas School of Business.